# گئورگ وارطانیان (سیاستمدار)
گئورگ ماوری وارطانیان (ارمنی: Տիգրան Մավրի Դավթյան؛ ) یک سیاستمدار اهل ارمنستان است که از تاریخ ۱۹۹۸ تا تاریخ ۲۰۰۰ در کابینه سمت وزیر حفاظت از محیط زیست ارمنستان را برعهده داشت.

## زندگی‌نامه
در ۲۰ دسامبر ۱۹۴۸ در بولنیس خاچن به دنیا آمد و از دانشگاه دولتی ایروان فارغ‌التحصیل شد. 